# Публий Виллий Таппул
Пу́блий Ви́ллий Таппу́л (лат. Publius Villius Tappulus; родился, по одной из версий, в 239 году до н. э. — умер, предположительно, вскоре после 192 года до н. э.) — римский военачальник и политический деятель из плебейского рода Виллиев, консул 199 года до н. э. Командовал во Второй Македонской войне, участвовал в ряде дипломатических миссий на Востоке.

## Происхождение
Публий Виллий принадлежал к плебейскому роду, упоминающемуся в источниках, начиная с 449 года до н. э. Наибольшего влияния Виллии достигли в конце III — начале II веков до н. э., и в историографии это связывают с их принадлежностью к аристократической группировке Сервилиев-Клавдиев. Публий Виллий стал самым выдающимся представителем этого рода и единственным консулом.
Согласно Капитолийским фастам, отец и дед Публия Виллия носили преномен «Тиберий»; больше о них ничего не известно. Историки предполагают, что они носили тот же когномен — «Таппул» (Tappulus), имеющий общее происхождение с другим родовым прозвищем — «Таппон» (Tappo). Старшим братом Публия был, предположительно, Луций Виллий Таппул, претор 199 года до н. э.

## Биография
О юности Публия Виллия ничего не известно. О его политической карьере источники рассказывают, напротив, достаточно подробно. В 204 году до н. э. (предположительно, в возрасте 35-ти лет) он занимал должность плебейского эдила вместе с Публием Элием Петом; оба были избраны преторами уже на следующий год. Таппул стал наместником Сицилии, причём командование местным флотом осталось за его предшественником Марком Помпонием Матоном. В 202 году до н. э. Публий Виллий сдал наместничество Гнею Тремеллию Флакку и занял место Матона: с полномочиями пропретора он должен был защищать побережье провинции от карфагенской угрозы, поскольку всё ещё шла Вторая Пуническая война.
В Рим Таппул вернулся в 201 году до н. э. Он был одним из децемвиров, занимавшихся наделением землёй ветеранов Публия Корнелия Сципиона Африканского в Апулии и Самнии (201—200 годы до н. э.). В 199 году до н. э. Публий Виллий стал консулом вместе с патрицием Луцием Корнелием Лентулом; при разделе провинций ему досталась Македония.
На тот момент Рим уже второй год вёл войну с царём Филиппом V. Консул предыдущего года Публий Сульпиций Гальба Максим, действуя на Балканах, не добился каких-либо заметных успехов, и теперь сенат поручил Таппулу принять командование, предварительно набрав столько новых солдат, сколько он сочтёт нужным. Такая формулировка дала консулу основания, чтобы задержаться в Италии, отправившись в свою провинцию только в конце лета. Согласно Плутарху, он рассчитывал «провести год дома, принимая почести и занимаясь государственными делами, и лишь затем выступить в поход, выгадывая таким образом еще год власти: год он был бы консулом и год — главнокомандующим».
Сразу после принятия командования в Аполлонии Таппул столкнулся с мятежом: 2 тысячи ветеранов потребовали дать им отставку, ссылаясь на то, что уже давно служат вдали от Италии. Консул пообещал, что этот вопрос будет рассмотрен позже, если солдаты вернутся к повиновению. Стабилизировав таким образом ситуацию, Публий Виллий разместил армию на зимних квартирах. Сам он провёл зиму на Керкире, а весной двинулся против царя Филиппа, который занял оборону в ущелье на пути римлян. Прежде, чем Таппул решил, осуществить ли ему фронтальную атаку или идти в обход — по тому маршруту, которым годом ранее прошёл Гальба Максим, — пришло известие, что на Балканах высадился новый командующий, Тит Квинкций Фламинин. Валерий Антиат сообщает, будто Публий Виллий всё же атаковал царскую армию, и та потерпела полное поражение, но большинство источников Ливия утверждает, что Таппул сдал армию преемнику, так ничего и не предприняв.
Во время решающей кампании Второй Македонской войны, в 197 году до н. э., Публий Виллий, как и его предшественник Публий Сульпиций, был легатом в армии Фламинина. В этом качестве он принял участие в битве при Киноскефалах и вошёл в состав комиссии, разработавшей условия мирного договора с Филиппом. Согласно этому миру владения царя были ограничены до пределов собственно Македонии, а все греки получили свободу.
По окончании Второй Македонской войны Публий Виллий продолжал играть важную роль в восточной политике Рима. В 196 году до н. э. он вёл переговоры с Антиохом III в Лисимахии. В 193 году до н. э. он вместе с другими участниками комиссии, заключившей ранее мир с Филиппом, выслушал послов Антиоха, добивавшихся заключения союза. Царь, воевавший в это время в Малой Азии, дал уклончивый ответ на требование не вмешиваться в европейские дела, и Таппула вместе с Гальбой Максимом и Публием Элием Петом снова направили к нему в качестве послов. Сначала римляне посетили пергамского царя Эвмена; потом они прибыли в Эфес, где Публий Виллий разговаривал с Ганнибалом. В Апамее послы провели переговоры с Антиохом, а позже в Эфесе — с представлявшим царя Минионом, но ничего не добились. В результате стало ясно, что война неизбежна.
В Рим Таппул вернулся в начале 192 года до н. э. Вскоре он опять отправился на Восток с дипломатической миссией. Вместе с Фламинином, Гнеем Сервилием Цепионом и Гнеем Октавием он объездил всю Грецию «для поддержания в союзниках должного духа» накануне высадки Антиоха с армией. После этого Публий Виллий уже не упоминается в источниках: возможно, вскоре он умер.